# کانگ چای ریم
کانگ چای ریم (انگلیسی: Kang Chae-rim؛ زادهٔ ۲۳ مارس ۱۹۹۸) بازیکن فوتبال اهل کره جنوبی است.
وی همچنین در تیم‌های ملی فوتبال South Korea women's national under-17 football team, South Korea women's national under-20 football team، و زنان کره جنوبی بازی کرده‌است.